# Sternaspidae
- Commons
- Wikispecies

Sternaspidae Carus, 1863 é uma família de poliquetas de corpo curto e arredondado. Os membros desta família estão distribuídos por todo o globo, vivendo enterrados em regiões de substrato macio, como areia, em profundidades que variam da zona entremarés até 4.400 metros de profundidade.

## Características
Os membros dessa família apresentam corpo de forma ovalada e com pequeno número de segmentos, com a região anterior, chamada nesse caso de introverte, estando separada do resto do corpo por um segmento mais afilado e sendo capaz de se retrair para dentro do resto do corpo. A boca se encontra no primeiro segmento do corpo, chamado de prostômio, o qual, na família Sternaspidae, não possui antenas, palpos ou órgãos nucais. O segundo segmento do corpo, chamado de peristômio, é reduzido nessa família à lábios, que se encontram ao redor da boca. Os primeiros três segmentos após o peristômio apresentam bandas de cerdas em forma de gancho, voltadas para frente, enquanto que os outros segmentos apresentam pequenas cerdas extremamente conspícuas. Os parapódios destes animais são em geral birremes, com presença de alguns parapódios unirremes nos últimos segmentos do corpo.
Na superfície ventral da área posterior do animal, há a característica que define a família Sternaspidae, um escudo com coloração que pode variar entre tons de vermelho, amarelo, laranja ou até mesmo azul, formado por duas placas calcárias quitinizadas, cujas margens apresentam bandas de longas cerdas, voltadas para trás. Da base do escudo, na superfície dorsal, se localizam as brânquias do animal, na forma de longos filamentos.

## Hábito de vida
Os membros de Sternaspidae vivem enterrados no substrato, formando galerias, com sua região anterior voltada para baixo e a posterior voltada para cima, presumi-se que esta posição "de cabeça para baixo" esteja associada com as brânquias se encontrarem na região posterior do animal, desta forma, nessa posição o animal mantém suas brânquias mais próximas da área externa, o que favorece as trocas gasosas.
Os esternaspídeos são, em geral, comedores de depósitos, se alimentando da matéria orgânica enterrada. Utilizam a introverte como meio de escavar suas galerias, expandindo-a de maneira que as cerdas, que atuam como ganchos, se prendam ao sedimento e, ao retrair a introverte novamente, puxe o resto do corpo do animal, permitindo, assim, sua locomoção.

## Gêneros
Atualmente, são aceitos três gêneros na família Sternaspidae, sendo eles Caulleryaspis, Petersenaspis e Sternaspis.
Ambos os gêneros Caulleryaspis e Petersenaspis foram descritos por Kelly Sendall e Sergio I. Salazar-Vallejo, ambos em 2013, nos quais são aceitas 4 espécies, no caso de Caulleryaspis, e 3 espécies, no caso de Petersenaspis.
Já o gênero Sternaspis foi descrito por Adolfus Guilielmus Otto em 1820, no qual são aceitas 30 espécies.